# Conostigmus pubescens
Conostigmus pubescens är en stekelart som först beskrevs av Thomson 1858.  Conostigmus pubescens ingår i släktet Conostigmus och familjen trefåresteklar. Arten är reproducerande i Sverige. Inga underarter finns listade i Catalogue of Life.